# 潘育龍
潘育龍（1642年—1719年），字飛天、號見溪，外號哈喇巴圖兒，甘肅靖遠人，清朝軍事將領。

## 生平
潘育龍初以行伍從軍，歷任把總、千總、守備、都司僉書、督標遊擊、肅州協副將。康熙二十九年（1690年），奇襲西海阿奇羅卜藏。康熙三十年（1691年），肅州協改為鎮，潘育龍出任肅州鎮總兵官。康熙三十一年（1692年），平降番罕篤、羅卜藏額林臣、奇齊克之亂。康熙三十四年（1695年），擒塔什蘭和卓。康熙三十五年（1696年），隨康熙帝征討噶爾丹，在昭莫多一役中被飛彈擊中負傷。同年八月奉詔入京，康熙帝親自慰問其傷勢，命御醫調治，賜衣一襲，並調其出任天津鎮總兵。康熙三十七年（1698年），授拖沙喇哈番（雲騎尉）世職。康熙三十八年（1699年），康熙帝南巡至天津，嘉獎其“訓練有方”，賜貂褂。
康熙四十年（1701年），擢升為陝西提督，賞戴孔雀翎。康熙四十二年（1703年），康熙帝御書“輸忠閫外”四字賜潘育龍。康熙四十八年（1709年），授鎮綏將軍，仍管陝西提督事務。康熙四十九年（1710年），康熙帝出巡五台山，賜其御馬二匹，令其騎馬隨從，並宴賜蟒袍補褂一襲。後又賜詩“守土防邊資壯略，披堅敵陣表彤弓”，予以褒獎。康熙五十八年（1719年），潘育龍因病請辭，被康熙帝挽留。同年七月逝世，康熙帝令以國禮祭葬，贈太子少保，諡襄勇。
潘育龍育有六子，潘福、潘祥、潘祺、潘祹、潘祄、潘禕。次子潘祥登進士，官至順慶府知府。孫潘紹周（潘福子），官至雲南提督、古北口提督。姪孫潘之善，官至四川提督、陝西提督。

## 延伸阅读
[在维基数据编辑]
 《清史稿·卷281》，出自趙爾巽《清史稿》